# 乱れ雲
『乱れ雲』（みだれぐも）は、1967年に「東宝創立35周年記念作品」の1本として制作・公開された日本映画で、成瀬巳喜男監督の遺作である。交通事故で夫を亡くした女性と、その加害者である青年が、愛憎入り混じった許されない間柄でありながらも惹かれ合ってゆく姿を描く。製作・配給は東宝。カラー、東宝スコープ。

## あらすじ
由美子は幸福の絶頂にいた。通商産業省勤務の夫・宏のアメリカ赴任が決まり、自身は妊娠していたのだ。しかしその直後、宏は交通事故で死んでしまう。宏を轢いた商事会社の社員・三島史郎は裁判で無罪となり、宏の葬式に現れるが、由美子は史郎を憎んで追い返した。無罪になったものの、監督官庁の役人を死なせてしまった史郎は、青森に左遷されることになった。一方、由美子も夫の両親に籍を抜かれ、遺族年金も打ち切られて生活に困り、十和田湖の実家に帰らざるを得なくなる。

## キャスト
- 三島史郎：加山雄三
- 江田由美子：司葉子
- 四戸勝子（由美子の義姉）：森光子（特別出演）
- 淳子（武内常務の娘）：浜美枝
- 文子（由美子の姉）：草笛光子
- 林田勇三：加東大介
- 江田宏（由美子の夫）：土屋嘉男
- 石川（文子の夫）：藤木悠
- 藤原部長（史郎の上司）：中丸忠雄
- 武内常務（淳子の父）：中村伸郎
- 輸出振興局長：村上冬樹
- 史郎の客：清水元
- 史郎の客：十朱久雄
- 三島ぬい：浦辺粂子
- 輸出振興部部長：伊藤久哉
- 宏の父：竜岡晋
- 一の宮あつ子
- 房枝：中川さかゆ
- 医師：青野平義
- 営林署署長：田島義文
- バスの老人：左卜全
- 葛西所長：小栗一也
- 通産省参事官：松本染升
- 通産省会計課員：石田茂樹
- 井上次長：草川直也
- 源さん：佐田豊
- 赤木春恵
- 津路清子
- 喫茶店の店員：浦山珠実
- 音羽久米子
- 風采の上がらぬ男：宇野晃司
- 小川安三
- カナダ人の夫：アンドリュウ・ヒューズ
- カナダ人の妻：デェウ・ピューリントン

※映画クレジット順
※以下クレジット無し
- 草間璋夫
- 大塚秀男
- 鈴木治夫
- 坪野鎌之
- 大塚秀男
- 小松英三郎
- 緒方燐作
- 今井和雄
- 伊藤実
- 生方壮児
- 勝本圭一郎
- 黒木順
- 岡豊
- 渋谷英男
- 中島春雄
- 勝部義夫
- 篠原正記
- 岡部正
- 日方一夫
- 吉頂寺晃
- 越後憲三
- 久野征四郎

## スタッフ
- 製作：藤本真澄、金子正且
- 脚本：山田信夫
- 撮影：逢沢譲
- 美術：中古智
- 録音：藤好昌生
- 照明：石井長四郎
- 音楽：武満徹
- 整音：下永尚
- チーフ助監督：高橋薫明（クレジットは監督助手）
- 編集：大井英史
- 現像：東京現像所
- 製作担当者：古賀祥一
- 協力：十和田観光協会
- 監督：成瀬巳喜男

クレジット順

## 同時上映
『喜劇 駅前百年』
- 脚本：八住利雄、広沢栄／監督：豊田四郎／主演：森繁久彌
- 『駅前シリーズ』第21作。なおこの作品も「東宝創立35周年記念作品」である。

## テレビドラマ
本作を原作とするテレビドラマが、1970年と1974年の2回に渡って放送された。

### 1970年版
1970年7月20日から同年8月24日まで、日本テレビ系列の『ファミリー劇場』で放送。映画の脚本を担当した山田信夫が「原作」扱いとされ、本作でも脚本を手掛けた。

#### キャスト
- 栗原小巻
- 中村敦夫
- 山口崇
- 名古屋章
- 菅井きん
- 横森久
- 浜田寅彦
- 柏木由紀子
- 柳川慶子
- 藤木悠

#### スタッフ
- 原作：山田信夫
- 脚本：重森孝子、山田信夫
- 監督：木下亮
- プロデューサー：渡辺毅
- 協力：青森放送
- 制作：東宝、NTV

### 1974年版
1974年7月1日から同年9月27日まで、フジテレビ系列の平日13:45 - 14:00（JST）で放送。

#### キャスト
- 北川めぐみ
- 西口久美子

| 日本テレビ系列 ファミリー劇場      | 日本テレビ系列 ファミリー劇場 | 日本テレビ系列 ファミリー劇場 |
| 前番組                             | 番組名                        | 次番組                        |
| ---------------------------------- | ----------------------------- | ----------------------------- |
| めぐり逢い                         | 乱れ雲（1970年版）            | 君は海を見たか                |
| フジテレビ系列 平日13:45 - 14:00枠 |                               |                               |
| 命なりけり                         | 乱れ雲（1974年版）            | 昼と夜の巡礼                  |